# MRPS25
MRPS25 (англ. Mitochondrial ribosomal protein S25) – білок, який кодується однойменним геном, розташованим у людей на короткому плечі 3-ї хромосоми.  Довжина поліпептидного ланцюга білка становить 173 амінокислот, а молекулярна маса — 20 116.
| 10         |  | 20         |  | 30         |  | 40         |  | 50         |
| ---------- |  | ---------- |  | ---------- |  | ---------- |  | ---------- |
| MPMKGRFPIR |  | RTLQYLSQGN |  | VVFKDSVKVM |  | TVNYNTHGEL |  | GEGARKFVFF |
| NIPQIQYKNP |  | WVQIMMFKNM |  | TPSPFLRFYL |  | DSGEQVLVDV |  | ETKSNKEIME |
| HIRKILGKNE |  | ETLREEEEEK |  | KQLSHPANFG |  | PRKYCLRECI |  | CEVEGQVPCP |
| SLVPLPKEMR |  | GKYKAALKAD |  | AQD        |  |            |  |            |

A: Аланін

C: Цистеїн

D: Аспарагінова кислота

E: Глутамінова кислота

F: Фенілаланін

G: Гліцин

H: Гістидин

I: Ізолейцин

K: Лізин

L: Лейцин

M: Метіонін

N: Аспарагін

P: Пролін

Q: Глутамін

R: Аргінін

S: Серин

T: Треонін

V: Валін

W: Триптофан

Кодований геном білок за функціями належить до рибонуклеопротеїнів, рибосомних білків. 
Задіяний у такому біологічному процесі як альтернативний сплайсинг. 
Локалізований у мітохондрії.